# Свети мученик Варлам
Свети мученик Варлам је ранохришћански мученик, страдао у прогону хришћана 304. године.
Православна црква га прославља 2. децембра (19. новембра по јулијанском календару).
Био је родом из Антиохије. Био је гоњен током прогона хришћана. Након што је одбио да принесе жртву идолима, бачен је на тешке муке. О његовом херојском држању свети Јован Златоуст пише: "Гледали су с висине ангели, посматрали архангели, сцена је била величанствена превазилазећи у истини природу човечју. Гле, ко не би пожелео видети човека, који се подвизавао а није осећао што је људима својствено, човека који је сам био и жртвеником, и жртвом, и жрецом?”.
О Варламовом мученичком сведочењу писао је и свети Василије Велики: "Имао је десницу јачу од огња, јер ако пламен руку и опали, ипак је рука држала огањ као да је пепео".
Пострадао је 304. године.
Свети мученик Варлам се сматра заштитником свих оних који неправедно страдају и пате одбијајући да се одрекну вере у Исуса Христа.